# Данилевич, Януш Брониславович
Я́нуш Бронисла́вович Даниле́вич (6 декабря 1931 — 15 мая 2011) — российский учёный-энергетик, академик РАН (1997); доктор технических наук (1974), профессор (1976).

## Биография
Окончил Ленинградский политехнический институт в 1955 году.
С 1955 по 1961 годы работал заведующим лабораторией Института электромеханики АН СССР. В 1961—1992 годах работал во Всесоюзном научно-исследовательском институте электромашиностроения (ВНИИэлектромаш) АН СССР (заведующий отделом, главный конструктор).
В 1961 году защитил диссертацию на соискание учёной степени кандидата технических наук, в 1974 году — диссертацию на соискание учёной степени доктора технических наук. В 1976 году ему было присвоено учёное звание профессора.
В 1980—1992 годах — главный конструктор электротехнической промышленности.
23 декабря 1987 года Я. Б. Данилевич был избран членом-корреспондентом АН СССР (с 1991 года — Российская академия наук, РАН) по Отделению физико-технических проблем энергетики (электроэнергетическое и энергетическое машиностроение). 29 мая 1997 года его избрали действительным членом РАН по Отделению физико-технических проблем энергетики (энергетика).
С 1992 года по 2006 годы — директор Отдела (на правах института) электроэнергетических проблем Российской академии наук (ОЭЭП РАН). Действительный член Академии электротехнических наук (1993), действительный член Международной энергетической академии (1995), действительный член Муниципальной академии РФ, президент Ассоциации инженеров-электриков России, член Бюро Отделения физико-технических проблем энергетики РАН.
В 2006 году перешёл на работу в Институт химии силикатов имени И. В. Гребенщикова РАН (ИХС РАН), где стал заведующим лабораторией химической энергетики и экологии.
Являлся профессором Санкт-Петербургского государственного политехнического университета, председателем Научного совета РАН по комплексной проблеме «Электрофизика, электроэнергетика и электротехника». Был членом редколлегий журналов «Электричество», «Известия РАН. Энергетика», «Archiwum Elektrotechmiki» (Польша).
Умер 16 мая 2011 года. Похоронен на Смоленском православном кладбище в городе Санкт-Петербурге.

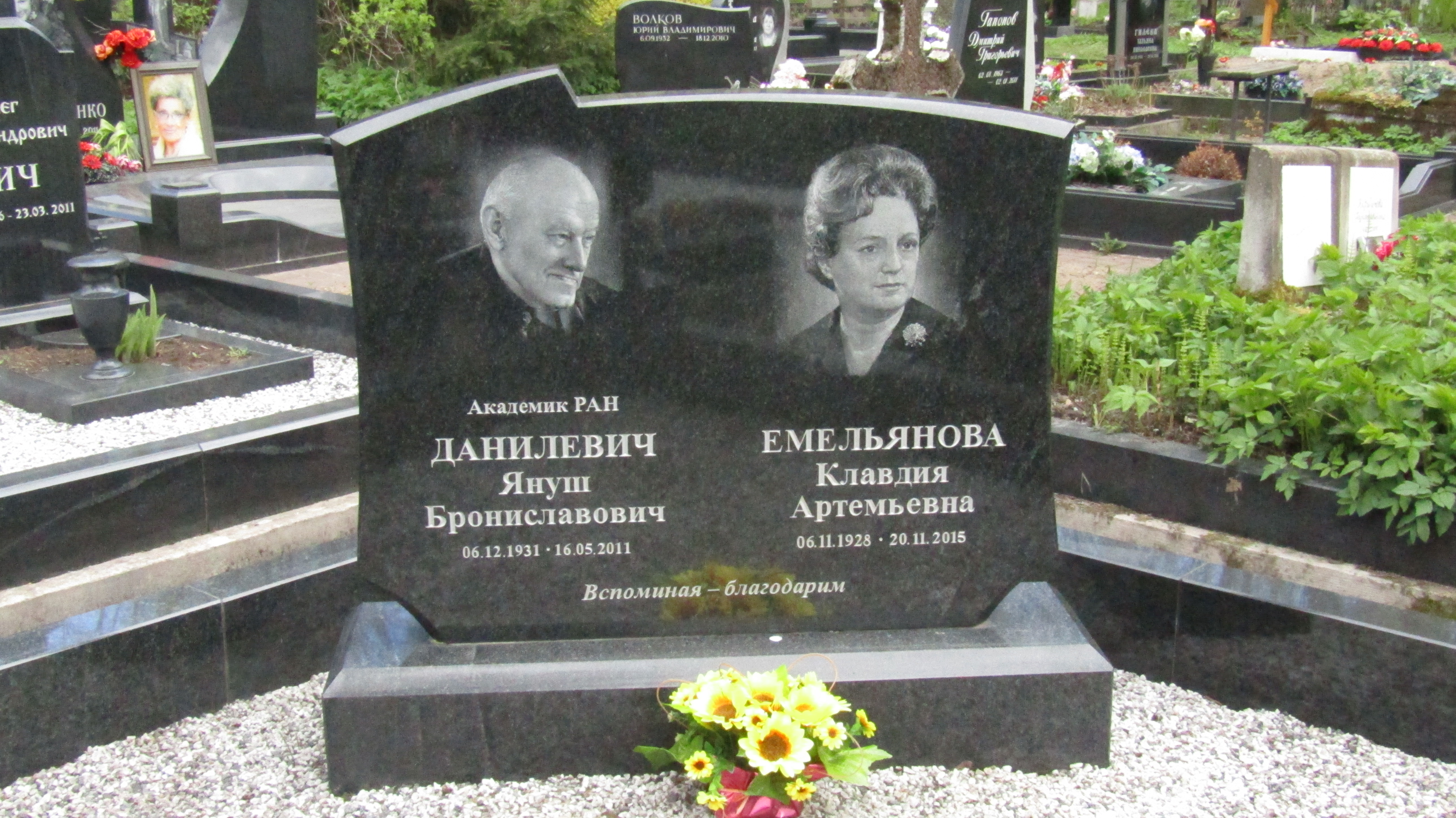
Могила Данилевича Я.Б.

## Научная деятельность
Я. Б. Данилевич известен как автор и руководитель фундаментальных научных работ в областях теоретического и экспериментального анализа электромагнитных полей в электрических машинах, изучения аномальных режимов и переходных процессов в электрических машинах большой мощности, создания сверхпроводниковых преобразователей энергии, альтернативной энергетики, систем энергосбережения. Под его непосредственным руководством были созданы крупнейший в мире двухполюсный турбогенератор, единые серии турбогенераторов «Интерэлектро», гидрогенераторы для Красноярской и Саяно-Шушенской ГЭС. Совместно с академиком РАН И. А. Глебовым и членом-корреспондентом РАН Л. И. Чубраевой им был создан первый в мире опытно-промышленный сверхпроводниковый криотурбогенератор мощностью 20 МВА.
Является автором около 500 научных публикаций и 40 патентов на изобретения.

## Основные работы
- Данилевич Я. Б., Кашарский Э. Г. . Добавочные потери в электрических машинах. — Л.: Госэнергоиздат, 1963. — 214 с.
- Данилевич Я. Б., Домбровский В. В., Казовский Е. Я. . Параметры электрических машин переменного тока. — Л.: Наука, 1965. — 339 с.
- Данилевич Я. Б. . Добавочные потери в турбо- и гидрогенераторах. — Л.: Наука, 1973. — 181 с.
- Брынский Е. А., Данилевич Я. Б., Яковлев В. И. . Электромагнитные поля в электрических машинах. — Л.: Энергия, 1979. — 176 с.
- Глебов И. А., Данилевич Я. Б., Шахтарин В. Н. . Турбогенераторы с использованием сверхпроводимости. — Л.: Наука, 1981. — 231 с.
- Вольдек А. И., Данилевич Я. Б., Косачевский В. П., Яковлев В. И. . Электромагнитные процессы в торцевых частях электрических машин. — Л.: Энергоатомиздат, 1983. — 216 с.
- Глазенко А. В., Данилевич Я. Б., Карымов А. А. и др. . Численные методы анализа электрических машин / Под ред. Я. Б. Данилевича. — Л.: Наука, 1988. — 220 с. — ISBN 5-02-024419-8.
- Данилевич Я. Б., Чубраева Л. И. . Новые конструкции генераторов и проблемы их создания / Отв. ред. И. А. Глебов. — СПб.: Наука, 1993. — 224 с. — ISBN 5-02-024581-X.
- Антонов Ю. Ф., Данилевич Я. Б. . Сверхпроводниковые топологические электрические машины. — М.: Физматлит, 2009. — 368 с. — ISBN 978-5-9221-1092-1.

## Награды
- Орден «За заслуги перед Отечеством» IV степени (2006)
- Орден Дружбы (1999) — за большой вклад в развитие отечественной науки, подготовку высококвалифицированных кадров и в связи с 275-летием Российской академии наук[5]
- Орден Трудового Красного Знамени (1981)[3]
- Премия Правительства Российской Федерации в области науки и техники (2003)[4]
- Премия имени П. Н. Яблочкова (РАН, 1989) — за комплекс исследований по повышению надёжности мощных турбогенераторов[3][4]
- Премия имени Г. М. Кржижановского (РАН, 2000) — за работу «Физическое и математическое моделирование оборудования и элементов электростанций, включая экологические аспекты»[1]
- Почётное звание «Доктор honoris causa» Краковского Политехнического института[пол.][3][4]